# Americano (песня Леди Гаги)
«Americano» (рус. «Американец») — песня американской исполнительницы Леди Гаги из её второго студийного альбома Born This Way. Авторами песни являются Леди Гага, DJ White Shadow, Фернандо Гэрибей, и Чече Алара.

## О песне
В интервью для журнала Vogue Гага описала песню как сильный техно-хаус. Лирика песни повествует о законе об эмиграции, гей-свадьбах и многих других вещах, законы которых требуют весомых поправок. Также в интервью Гага упоминала, что когда она поет Americano, она представляет себе Эдит Пиаф, стоящую посередине сцены. Существует две версии этой песни — техноверсия (альбомная версия), а вторая только мариачи и полностью на испанском языке (акустическая версия). В твиттере Гага упомянула, что песня «Americano» о том, что для неё значит «американская мечта». «Americano» была выпущена на FarmVille 20 мая 2011 года.

## Критика
Песня получила смешанные отзывы. Часть критиков назвала песню прохладной, другая часть критиков назвала песню воодушевляющей и призывающей к действию.

## Живое исполнение
5 мая 2011 во время своего турне The Monster Ball Tour Гага исполнила песню вместе с продюсером Fernando Garibay на концерте в Foro Sol. Гага исполняет песню во время своего тура The Born This Way Ball Tour в платье, имитирующем мясное платье.

## Интересные факты
Песня звучит в мультфильме «Кот в Сапогах».

## Участники записи
- Леди Гага — вокал, автор песни, продюсер
- DJ White Shadow — автор песни, продюсер
- Фернандо Гэрибей — автор песни, продюсер
- Чече Алара — автор песни

Информация взята из буклета к альбому Born This Way

## Чарты
| Чарт (2011)                                  | Высшая Позиция |
| -------------------------------------------- | -------------- |
| Billboard Hot Dance/Electronic Digital Songs | 17             |
| South Korea Gaon International Chart         | 98             |